# Actinodura
Genre
Le genre Actinodura comprend 7 espèces de petits passereaux asiatiques appelés actinodures (nom normalisé CINFO) ou Sibias.

## Liste d'espèces
D'après la classification de référence (version 10.1, 2020) du Congrès ornithologique international (ordre phylogénique) :
- Actinodura strigula — Minla à gorge striée
- Actinodura ramsayi – Actinodure de Ramsay
- Actinodura egertoni – Actinodure d'Egerton
- Actinodura cyanouroptera — Minla à ailes bleues
- Actinodura nipalensis – Actinodure du Népal
- Actinodura sodangorum – Actinodure à calotte noire
- Actinodura souliei – Actinodure de Soulié
- Actinodura waldeni – Actinodure de Walden
- Actinodura morrisoniana – Actinodure de Taïwan